# Urozhaini (Novopokróvskaya, Krasnodar)
Urozhaini (del ruso: Урожайный) es un posiólok del raión de Novopokróvskaya del krai de Krasnodar, en Rusia. Está situado en las llanuras de Kubán-Priazov, 25 km al suroeste de Novopokróvskaya y 144 km al nordeste de Krasnodar, la capital del krai. Tenía 82 habitantes en 2010.
Pertenece al municipio Kubánskoye.